# Клебарк-Великий
Клебарк-Великий (пол. Klebark Wielki, нім. Groß Kleeberg) — село в Польщі, у гміні Пурда Ольштинського повіту Вармінсько-Мазурського воєводства.
Населення — 501 особа (2011).

## Демографія
Демографічна структура станом на 31 березня 2011 року:
|          | Загалом | Допрацездатний вік | Працездатний вік | Постпрацездатний вік |
| -------- | ------- | ------------------ | ---------------- | -------------------- |
| Чоловіки | 248     | 57                 | 180              | 11                   |
| Жінки    | 253     | 55                 | 164              | 34                   |
| Разом    | 501     | 112                | 344              | 45                   |